# Suffolk megye (New York)
Suffolk megye az Amerikai Egyesült Államokban, New York államban, Long Island szigetének keleti részén található. Megyeszékhelye Riverhead, legnagyobb városa Brookhaven. Lakosainak száma 1 525 920 fő (2020).

## Szomszédos megyék
- New Haven megye (észak)
- Middlesex megye (észak)
- New London megye (észak)
- Washington megye (északkelet)
- Nassau megye (nyugat)
- Fairfield megye (északnyugat)

## Népesség
A megye népességének változása:
| Lakosok száma | 1 494 534 | 1 499 578 | 1 497 958 | 1 499 738 | 1 501 587 | 1 525 920 |
|               | 2010      | 2011      | 2012      | 2013      | 2015      | 2020      |